# Ann Radcliffe
Ann Radcliffe (Londres, 9 de julho de 1764 – 7 de fevereiro de 1823) foi uma escritora inglesa pioneira do romance gótico. Sua técnica de como explicar elementos sobrenaturais em seus livros foi o que elevou o gênero do romance gótico a um status respeitável na década de 1790.

## Biografia
Ann nasceu no bairro de Holborn, em Londres, em 1764. Seu pai era William Ward (1737–1798), dono de um armarinho, que levou a família para Bath, em Somerset, para gerenciar uma loja de produtos importados em 1772. Sua mãe, Ann Oates (1726–1800), era de Chesterfield. Ocasionalmente, Ann morava com o tio, Thomas Bentley, em Chelsea, que possuía uma fábrica de porcelanas com Josiah Wedgwood, cuja filha, Sukey, era a melhor amiga de Ann na infância. Depois, Sukey se casaria com Robert Darwin, com quem teve um filho, Charles Darwin.
Ainda que circulassem em círculos sociais distintos, Ann era conhecida por ser tímida e quieta, deixando pouca impressão por onde passava. Em 1787, ela se casou com um jornalista formado por Oxford, William Radcliffe (1763–1830), editor e sócio do jornal English Chronicle. Como passava muito tempo sozinha, ela começou a ocupar seu tempo com a escrita e com leitura do trabalho do marido. O casal não teve filhos, mas pareciam felizes.
Suas obras foram publicadas, e o dinheiro que ganhou com as vendas e direitos possibilitou que o casal tivesse uma vida confortável, pudesse viajar e até adotar um cachorrinho, chamado Chance. Em seus últimos anos, alguns biógrafos dizem que ela se retirou da vida pública devido a rumores de que teria ficado louca.
Pouco se sabe sobre sua vida privada. Uma carta descoberta em 2014 nos arquivos da Biblioteca Britânica sugere que ela era muito próxima da sogra, em uma relação semelhante à de Ellena Rosalba e à Marchesa di Vivaldi em seu livro The Italian. O jornal Edinburgh Review, em 1783, disse que ela era reclusa, nunca aparecia em público nem interagia nas festas da sociedade, tomando notas e observando as pessoas por onde passava.

## Publicações
Ann publicou cinco livros em sua carreira, a maioria romances. O último, Gaston de Blondeville foi publicado postumamente, em 1826. Publicou também uma narrativa de suas viagens pela Europa, A Journey Made in the Summer of 1794, through Holland and the Western Frontier of Germany, em 1795. Sua obra é marcada pelos eventos sobrenaturais que não tinham qualquer explicação racional. Ela não incluía fantasmas, o que pode ter sido motivado pelo pensamento corrente da época centrado em valores como o realismo e o racionalismo. Em suas obras é comum encontrar reafirmação de valores, bem como direitos das mulheres e a permanência da razão.

## Morte
Ann morreu no dia 7 de fevereiro de 1823, em Londres, e foi sepultada em um jazigo em um capela na Hanover Square, em Westminster. Apesar de ter sofrido com asma por vários anos, segundo biografias recentes, ela teria morrido de uma pneumonia e uma inflamação nas membranas do cérebro.

## Obras
- Os Castelos de Athlin e Dunbayne (1 volume)
- Um romance siciliano (2 vols.) 1790
- O Romance da Floresta (3 vols.) 1791
- Os Mistérios do Castelo d Udolfo (4 vols.) 1794
- Os italianos (3 vols.) 1797
- Gaston de Blondeville (4 vols.) 1826

### Obras (em inglês)
- The Castles of Athlin and Dunbayne (1789)
- A Sicilian Romance (1790)
- The Romance of the Forest (1791)
- The Mysteries of Udolpho (1794)
- A Journey Made in the Summer of 1794 (1795)[7]
- The Italian (1797)
- Gaston de Blondeville (1826)
- St. Albans Abbey, a Metrical Tale; with some Poetical Pieces (1826)